# Mouvement chrétien des retraités
Le Mouvement chrétien des retraités (MCR) est un mouvement d'action catholique créé à l’initiative de laïcs retraités et au service des retraités. 
La retraite est une période de temps d'une durée d'une trentaine d'années. La mission du MCR est d’aider les retraités à bien vivre cette étape. La retraite peut être un temps d’enrichissement et d’approfondissement personnels.
Le MCR se veut un lieu où se développent l’entraide et la convivialité. Il accueille, au sein d’équipes de styles bien différents, des nouveaux retraités jusqu’aux grands aînés. 
Le MCR est un mouvement de laïcs reconnu et encouragé par la Conférence des évêques de France. Il agit pour que la place des retraités dans la société soit plus effective et mieux reconnue. Dans ce but, il entretient d’actives relations avec des partenaires publics ou privés. 

## Dates historiques
- 1960 : Des groupes chrétiens de personnes âgées se constituent avec, en commun la recherche et l’approfondissement de la spiritualité.
- 1961 - Création de l’association «Vie Montante». Sous l’impulsion d’un laïc André d'Humières et avec l’appui de Mgr Courbe, évêque auxiliaire de Paris
- 1968 - L’expression «personnes âgées» se substitue au terme «vieillesse».
- 1976- L'expression «les personnes âgées » devient «les aînés».
- 1985 Naissance à Rome de « Vie Montante Internationale ». Tous les 4 ans a lieu une rencontre internationale.
- 1987 -  25e anniversaire du mouvement. Célébré au Bourget : 15 000 participants.
- 1988 - Naissance de l’Association loi 1901 « Mouvement Chrétien des Retraités ». L’appellation Vie Montante ne figure plus dans le titre.
- 1994 - Le MCR est reconnu par l’Épiscopat comme mouvement d’action catholique générale, rattaché au comité de l’apostolat des laïcs.
- 2000 - Développement des soins palliatifs.
Le MCR s'est engagé à verser une allocation de 150 000 € par an jusqu'en 2003 à la Société Française d'Accompagnement et de soins Palliatifs (SFAP).
- 2000 - Journées du Monde de la Retraite 2000 (JMR).
- 2008 - 2e Journées du Monde de la Retraite 2008.
- 2012 - 50e anniversaire du MCR - Colloque à Strasbourg :  "les retraités : quelles richesses pour notre société ?"

## Organisation
Le mouvement s’autofinance totalement par les cotisations de ses membres. 
Sont adhérents tous les MCR départementaux qui concrétisent leur appartenance par le versement de leur cotisation. 
Le MCR se caractérise par une animation départementale et une animation nationale. La présence dans les différents départements est importante, ainsi que le nombre d'actions effectuées.
Les objectifs de l'animation nationale sont : 
- Être au service de la vitalité du mouvement au niveau local et départemental, dont il recueille avec grand intérêt les informations, les expériences comme les interrogations.
- Informer le réseau par la diffusion de 2 publications, la « Lettre info » et « Nouvel essor », et l'édition d'une collection de documents « MCR doc » sur des grands enjeux de société.
- Entretenir de relations avec des partenaires très divers, témoignant de la présence du MCR dans l’Eglise et la société :
  - Conférence des évêques de France,
  - Comité catholique contre la faim et pour le développement (CCFD-Terre Solidaire),
  - Semaines sociales de France,
- ACM, Ministère de la Santé,
- SFAP[1],
- organisations et collectifs au service des retraités.